# Круглый, Юрий Николаевич
Юрий Николаевич Круглый (род.1962) — советский и украинский астроном, специалист по физике астероидов, ведущий научный сотрудник отдела астероидов и комет Харьковской обсерватории, лауреат Премии НАН Украины им. акад. Н. П. Барабашова (2012).

## Биография
Юрий Круглый родился в Харьковской области 7 августа 1962 года. В 1980—1985 году учился на кафедре астрономии физического факультета Харьковского государственного университета. В 1985—1988 годах работал младшим научным сотрудником в обсерватории в Ашхабаде. В 2004 году в Главной астрономической обсерватории в Киеве защитил диссертацию кандидата физико-математических наук. В 2007 получил научное звание старшего научного сотрудника.
Женат, имеет дочь.

## Научные результаты
Юрий Круглый известен, прежде всего, астрометрическими исследованиями (измерениями блеска) астероидов и транснептуновых объектов. В частности, он получил кривые блеска и определил периоды обращения многих астероидов. Благодаря этому он стал соавтором открытия ускорения вращения астероидов (1620) Географ, (1862) Аполлон, (3103) Эгер вследствие ЯОРП-эффекта.

## Награды и звания
- Премии НАН Украины им. акад. Н. П. Барабашова (2012)[2]
- В честь учёного назван астероид (17036) Круглый. В номинации на наименование Юрий Круглый назван «непревзойденным наблюдателем малых планет», а также отмечено, что «он совершил фотометрическое наблюдение более 100 околоземных астероидов и вместе с П. Правецем обнаружил и исследовал несколько двойных систем»[3].